# العربي الشرايبي
العربي الشرايبي وزيرا للصحة بالمغرب في 5 يناير (كانون الثاني) 1963 خلال حكومة بحنيني. أُعيد تعيينه في نفس المنصب بتاريخ 8 يونيو (حزيران) 1965 في حكومة الحسن الثاني الرابعة، ثم في حكومة محمد بنهيمة.